# Alojz Senekovič
Alojz Senekovič,  narodni delavec, * 23. junij 1857, Spodnja Ščavnica, Slovenija † 28. marec 1931, Zgornja Ščavnica, Slovenija.

## Življenje in delo
Osnovno šolo je obiskoval v Gornji Radgoni  in naredil dva razreda gimnazije v Mariboru. Po tem se je začel ukvarjati s kmetijstvom  ter prejel več odlikovanj za pospeševanje vinogradništva, sadjarstva  in živinozdravstva. Deloval je tudi kot narodni delavec: organiziral je spominski kres ob obletnici Metodove smrti, ustanovil je bralno društvo in pripomogel k ustanovitvi potujoče ljudske knjižnice na Zgornji Ščavnici. Med prvo svetovno vojno je hranil knjige, ki so bile prepovedane, pobiral članarino za narodne organizacije in ustanovil Narodno stražo, ki je imela za nekatere kraje imela odločilen pomen (npr. Lokavec  in Rožengrunt).